# Helsingfors arbis
Helsingfors arbis (Helsingfors stads svenska arbetarinstitut), grundat 1914, är verksamt inom sektorn för fostran och utbildning inom Helsingfors stad och är Finlands största svenskspråkiga medborgarinstitut. Arbis verkar inom den fria bildningen och erbjuder i huvudstadsregionen boende svenskspråkiga utbildning, vidareutbildning och hobbyverksamhet. Utöver huvudmålgruppen besöks institutet även av finskspråkiga och invandrare.
Årligen ordnar Arbis  kurser i bland annat bildkonst, olika hantverk, hushåll, motion, media och språk. Undervisningsformerna varierar från praktiskt inriktade kortkurser till teoretiska universitetsämnen inom ramen för Öppna universitetet. En del kurser pågår ett veckoslut, andra sträcker sig över hela arbetsåret. Dessutom ges allmänna föreläsningar med åtföljande diskussioner och andra evenemang, där Arbis julvaka är den mest kända. Kurserna har vanligen deltagaravgift och ibland också materialavgift. Föreläsningar, konserter, utställningar och evenemang är avgiftsfria och kräver inte förhandsanmälning.
Den huvudsakliga verksamheten är placerad på Dagmarsgatan 3 i Främre Tölö i en skolbyggnad planerad för institutet av Woldemar Baeckman, invigd 1958. Den andra verksamhetspunkten är i kulturhuset Stoa i östra Helsingfors (Östra centrum), vars utrymmen delas med stadens finskspråkiga arbetarinstitut. Som institutets rektorer har verkat bland annat politikern, riksdagsmannen John Österholm (1923–1950) och författaren Märta Tikkanen (1972–1979). Arbis huvudingång flankeras av en fontänskulptur i brons, Sankt Göran och draken, utförd 1938 av Gunnar Finne. Utöver undervisnings- och administrativa utrymmen inrymmer huset på Dagmarsgatan festsal, bibliotek och kafé.